# Sead Kajtaz
Sead Kajtaz (ur. 14 lutego 1963 w Mostarze) – bośniacki piłkarz występujący na pozycji napastnika. Reprezentant Jugosławii.

## Kariera klubowa
Kajtaz karierę rozpoczynał w sezonie 1981/1982 w zespole Velež Mostar, grającym w pierwszej lidze jugosłowiańskiej. W sezonie 1985/1986 wywalczył z nim Puchar Jugosławii, a w sezonie 1986/1987 wicemistrzostwo Jugosławii. Graczem Veležu był przez 9 sezonów.
W 1990 roku Kajtaz przeszedł do niemieckiego 1. FC Nürnberg. W Bundeslidze zadebiutował 10 sierpnia 1990 w zremisowanym 1:1 meczu z Bayerem Uerdingen. 25 sierpnia 1990 w wygranym 5:2 pojedynku z FC St. Pauli strzelił swojego jedynego gola w Bundeslidze. W 1. FC Nürnberg spędził sezon 1990/1991, a potem zakończył karierę.

## Kariera reprezentacyjna
W reprezentacji Jugosławii Kajtaz wystąpił jeden raz, 19 maja 1986 w wygranym 3:1 towarzyskim meczu z Belgią.